# Michiels (geslacht)

Geslachtswapen (1841)

Michiels (ook: Michiels van Kessenich en: Michiels van Verduynen) is een Nederlandse familie waarvan leden in 1822 en 1825 werden verheven in de Nederlandse adel.

## Geschiedenis
De bewezen stamreeks begint met Michael Pauwelsz., schoenmaker te Horst die tussen 1636 en 1638 overleed. Zijn zoon Petrus (1623-1687) was schepen te Horst. Zijn nazaten hadden de heerlijkheid Kessenich in België in hun bezit. De stamvader van de tak Michiels van Kessenich werd in 1822 verheven in de Nederlandse adel met de titel van baron bij eerstgeboorte en het predicaat jonkheer voor de overigen.
Een andere tak van de familie verkreeg de heerlijkheid Verduynen en noemde zich vervolgens Michiels van Verduynen; deze tak, waarvan de stamvader in 1825 werd verheven in de Nederlandse adel, verkreeg in 1841 de titel van baron bij eerstgeboorte en stierf in 1952 uit.

### Eerste generaties
Petrus (Peter) Michiels (1623-1687), schepen van Horst
- Michael Michielsz. (1650-1731), schepen van Horst
  - dr. Theodorus Christiaan Michiels (1683-1747), medisch dr.
    - dr. Henricus Casparus Michiels (1710-1743), medisch dr., burgemeester van Eindhoven
      - Joannis Alexander Michiels, heer van Verduynen (1740-1794), kocht in 1785 de heerlijkheid Verduynen van de erven van Jean Guillaume Florent Geeten[1]
        - Henricus Josephus baron Michiels van Kessenich (1770-1825), stamvader van de tak Michiels van Kessenich
        - Arnold Hendrik Theodoor baron Michiels van Verduynen, heer van Verduynen (1774-1846), stamvader van de tak Michiels van Verduynen

## Tak Michiels van Kessenich

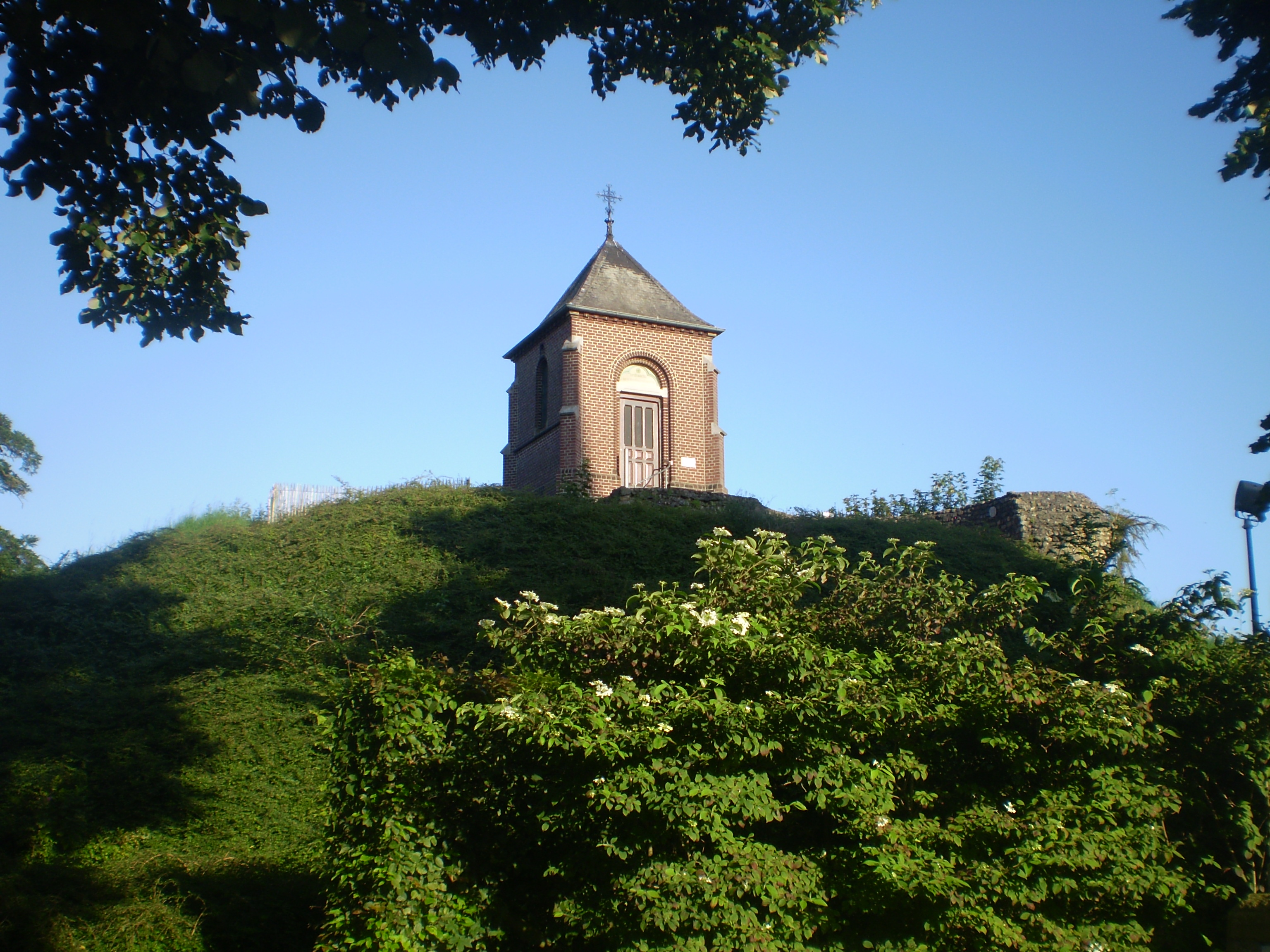
Deels afgegraven kant van de motteheuvel met de grafkapel uit 1899 van de familie Michiels van Kessenich van Den Berg (Kessenich) (2014)

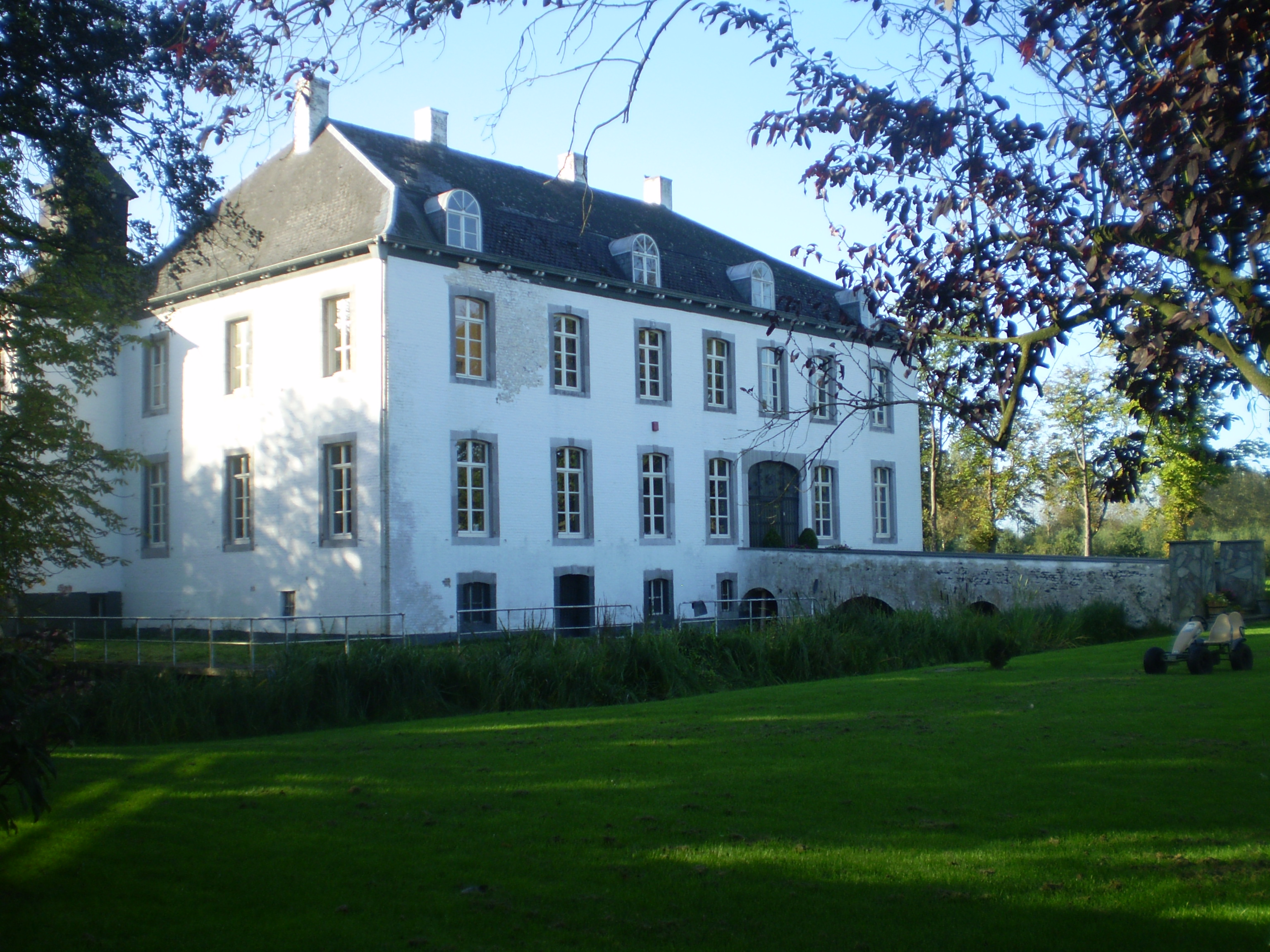
Kasteel Borgitter (2011)

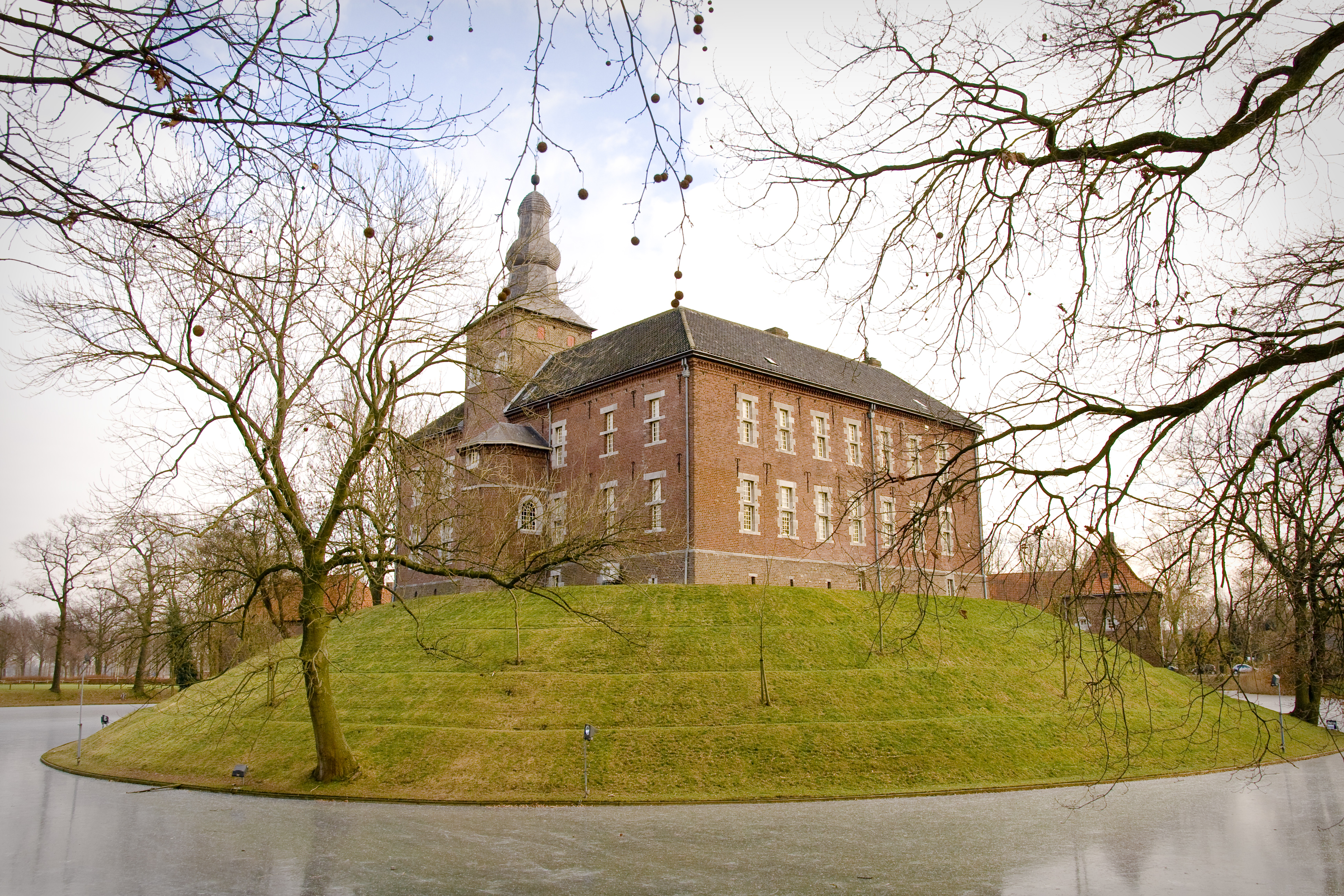
Kasteel Limbricht (2009)

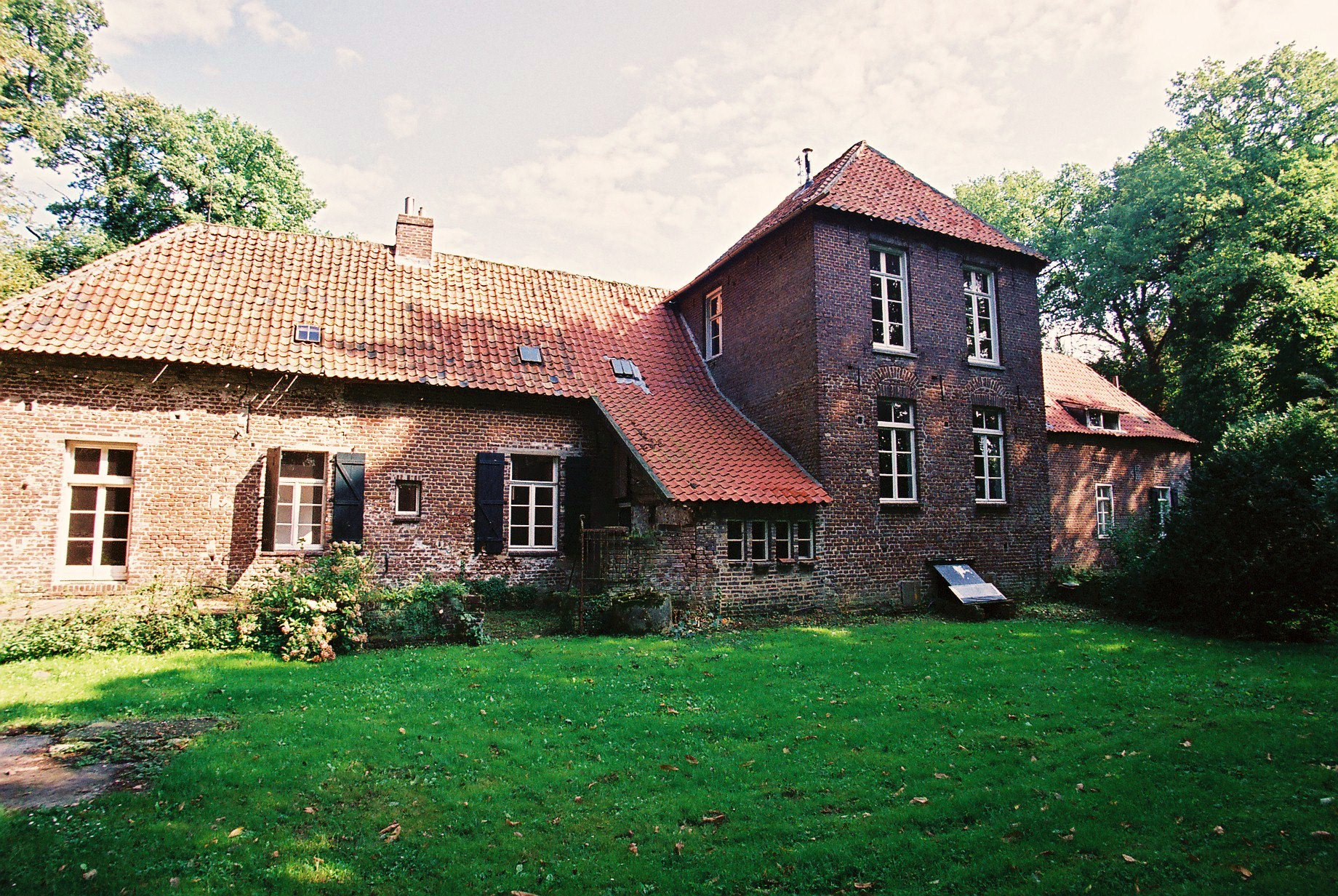
Hoeve Waterloo (2005) in Beesel

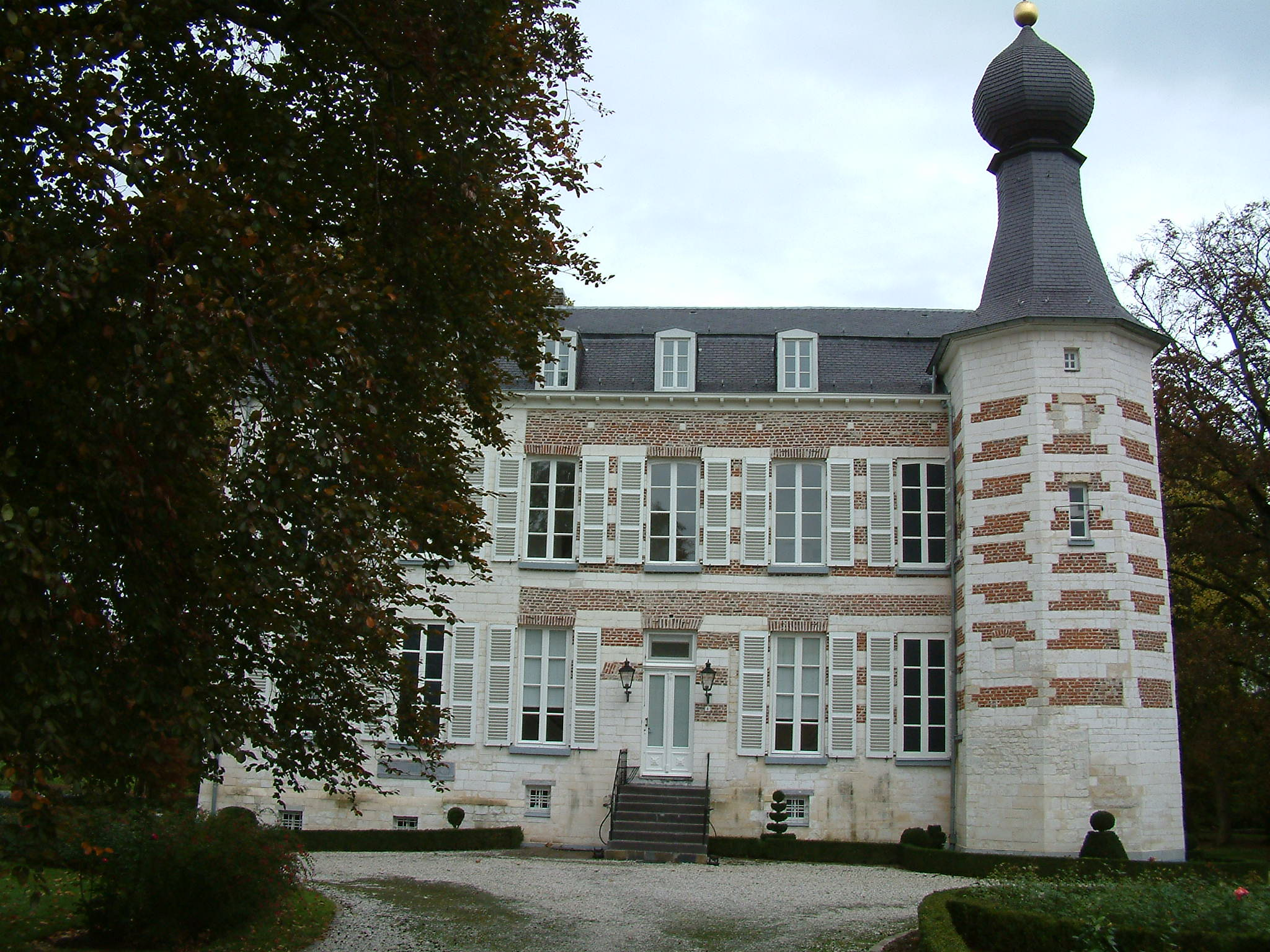
Kasteel Reijmersbeek te Nuth (2008)

Mr. Henricus Josephus baron Michiels van Kessenich (1770-1825), burgemeester van Roermond en Lid Grote Vergadering van Notabelen 1814; kocht in 1810 Kasteel Limbricht, een kasteel dat tot 1955 in zijn geslacht zou blijven maar steeds als buitenhuis werd gebruikt; ook kocht hij de hoeve Waterloo in Beesel in 1804 dat via zijn kleindochter jkvr. Cornelia Maria Eugenia Petronella Michiels van Kessenich (1827-1912), en haar dochter Maria markiezin von Villers, gravin von Grignoncourt-van Nispen tot Sevenaer (1855-1935), die op Waterloo overleed en die op het terrein in 1922 een villa liet bouwens, bij de Duitse markgrafelijke familie Von Villers de Grignoncourt terechtkwam die de hoeve in 2006 nog bezat (de villa heeft de familie verkocht, maar de hoeve niet)
- Mr. Jean Alexandre Hubert baron Michiels van Kessenich (1800-1863), lid van de Tweede Kamer
  - Willem Joseph Hendrik Hubert baron Michiels van Kessenich (1826-1910), bewoner van Kasteel Borgitter
  - Jkvr. Cornelia Maria Eugenia Petronella Michiels van Kessenich (1827-1912); trouwde in 1854 met Jhr. mr. Carel Jan Christiaan Hendrik van Nispen tot Sevenaer (1824-1884), lid van de Tweede Kamer, waarna de heerlijkheden Kessenich en Hunsel overgingen naar het geslacht Van Nispen om pas in 1948 terug te keren naar het geslacht Michiels
- Jhr. mr. Franciscus Bernardus Hubertus Michiels van Kessenich (1802-1881), advocaat en politicus
  - Mr. Lodewijk Ferdinan Hubert baron Michiels van Kessenich (1840-1921), onder andere lid van de gemeenteraad en wethouder van Roermond
    - Mr. François Gustave Hubert baron Michiels van Kessenich (1866-1939), griffier en voorzitter Raad van Beroep te Roermond
      - Jkvr. Elisabeth Anna Jeanne Michiels van Kessenich (1900-1984); trouwde in 1922 met dr. Jan Benedictus Victor Maria Josephus van de Mortel (1897-1962), burgemeester en diplomaat

    - Mr. Georges Alphonse Hubert baron Michiels van Kessenich (1867-1949), advocaat en politicus
      - Jkvr. Margaretha Maria Anna Michiels van Kessenich (1899-1927); trouwde in 1922 met jhr. mr. Johannes Theodorus Maria Smits van Oyen, heer van Eckart en in Oyen (1888-1978), burgemeester
      - Jkvr. Judy Michiels van Kessenich (1901-1972), beeldend kunstenares; trouwde in 1937 met dr. Sweder Ferdinandus Antonius Canisius Maria baron van Wijnbergen (1897-1967), burgemeester

    - Jhr. mr. Willem Johan Hubert Michiels van Kessenich (1871-1941)
      - Mr.  Willem baron Michiels van Kessenich (1948-) en van Verduynen (1968) (1902-1992), burgemeester van Beek en van Maastricht; verkocht Verduynen in 1968 aan M.E.A.G. Stassen wier voorouders het in de 19e eeuw al bewoonden als rentmeesters van de familie Michiels en welke het huis liet restaureren[1]
        - Mr. Willem Maria baron Michiels van Kessenich (1931), jurist en chef de famille
        - Jhr. mr. Wite Michiels van Kessenich (1938-1990), burgemeester en echtgenoot van Irene Hoogendam (1940), oud-Eerste Kamerlid
        - Jkvr. Beatrice E.J.H.I.E.M. Michiels van Kessenich (1948), directeur Stichting Rijksmuseum Muiderslot

  - Jhr. Alphonse Hilaire Joseph Hubert Michiels van Kessenich (1843-1922), landeigenaar en politicus, bewoner met zijn echtgenote Marie Lekens (1843-1902) van huis Reymersbeek, wier grootvader het huis in 1809 had gekocht[6]
    - Jhr. Octave François Henri Michiels van Kessenich (1865-1928), bewoner van huis Reymersbeek
      - Jhr. Felix Hubert Maria Michiels van Kessenich (1895-1974), officier
        - Jhr. mr. Alphonse Marie Willem Paul Michiels van Kessenich (1924-2010), bedrijfsdirecteur
          - Jhr. drs. Floris Michiels van Kessenich (1957-1991), journalist en homoactivist

      - Jhr. Alfred Marie Hubert Octave Michiels van Kessenich (1906-1980), burgemeester

## Tak Michiels van Verduynen

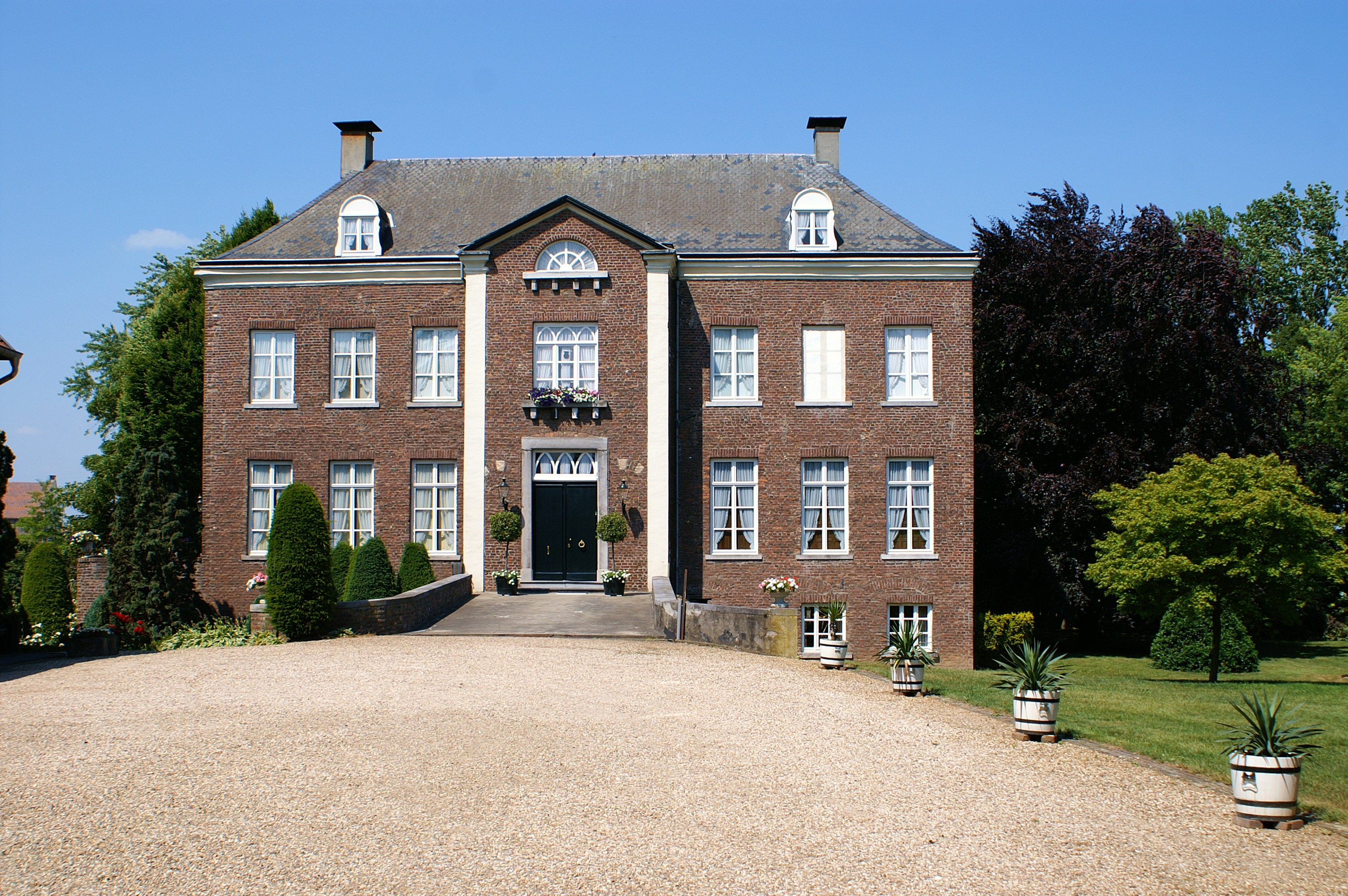
Huis Verduynen (2011)

Arnold Hendrik Theodoor baron Michiels van Verduynen, heer van Verduynen (1774-1846), lid van de Tweede Kamer der Staten-Generaal, commissaris des Konings in Limburg
- mr. Alexander Clement Hubert baron Michiels van Verduynen (1802-1869), raadsheer Gerechtshof van Maastricht
- jkvr. Rosalie Cécile Joséphine Michiels van Verduynen (1805-1885); trouwde in 1834 Prosper Marie François ridder van der Renne, heer van Daelenbroeck (1802-1842), adjunct-directeur van de schatkist in Brabant, lid van de familie Van der Renne
- jkvr. Joanna Francisca Paulina Michiels van Verduynen (1808-1876); trouwde in 1829 met haar neef jhr. mr. Franciscus Bernardus Hubertus Michiels van Kessenich (1802-1881)
- mr. Ferdinand Gerard Hubert Hilaire Arnold baron Michiels van Verduynen, heer van Verduynen (1815-1881), president van de arrondissementsrechtbank van Roermond
  - mr. Louis Paul Marie Hubert baron Michiels van Verduynen, heer van Verduynen (1855-1929), wethouder van 's-Gravenhage, lid van provinciale staten van Zuid-Holland, lid van de Tweede Kamer der Staten-Generaal, secretaris-generaal van het Permanente Hof van Arbitrage; trouwde in 1881 met Ida Cornelia Maria Adriana barones van Brienen, vrouwe van de Groote Lindt (1863-1913)
    - Ferdinand Edgar Marie Hubert baron Michiels van Verduynen, heer van Verduynen (1884-7 maart 1952), ambassadeur, kamerheer i.b.d. van de koninginnen Wilhelmina en Juliana (1921-†)
    - mr. Edgar Frederik Marie Justin baron Michiels van Verduynen, heer van de Groote Lindt en van Verduynen (1885-13 mei 1952), ambassadeur, laatste telg van de tak Michiels van Verduynen; trouwde in 1917 met Henriëtte Elisabeth Jochems, vrouwe van de Groote Lindt en van Verduynen (1882-1968), na wier overlijden Verduynen overging op de chef de famille uit de tak Kessenich